# Fran Sol
Francisco 'Fran' Sol Ortiz (Madrid, 13 maart 1992) is een Spaans profvoetballer die als spits speelt.

## Carrière
Sol speelde in de jeugd van Rayo Vallecano en Real Madrid. Bij Real Madrid speelde hij ook in lagere teams, maar debuteerde hij niet in het eerste elftal. Na een huurperiode bij CD Lugo en Real Oviedo ging Sol in 2014 naar Villarreal CF. Hier speelde hij twee wedstrijden in het eerste elftal en meer dan zeventig in het tweede.
Sol tekende in juni 2016 een contract voor drie seizoenen plus een optie voor een jaar bij Willem II. Hij maakte op 6 augustus 2016 zijn officiële debuut voor de Tilburgse club, tijdens een met 1-4 verloren wedstrijd in de Eredivisie thuis tegen Vitesse. Die dag kopte hij het enige doelpunt van zijn ploeg binnen. Sol maakte op 20 augustus 2016 zijn tweede doelpunt voor Willem II, de winnende tijdens een met 1-2 gewonnen competitiewedstrijd uit bij Ajax. Hierdoor won de Tilburgse ploeg voor het eerst in de clubgeschiedenis uit bij Ajax. Sol kwam in zijn eerste seizoen in de Eredivisie tot tien doelpunten in dertig wedstrijden. In zijn tweede seizoen maakte Sol zestien doelpunten. Zijn meest trefzekere periode was in de eerste helft van het seizoen 2018/19, waarin hij dertien goals maakte in zeventien wedstrijden. In de winterstop kreeg hij een transfer naar FC Dynamo Kiev. In het seizoen 2020/21 speelt Sol op huurbasis voor CD Tenerife.

## Clubstatistieken
| Seizoen | Club          | Competitie       | Competitie | Competitie | Beker | Beker | Overig | Overig | Totaal | Totaal |
| Seizoen | Club          | Competitie       | Wed.       | Dlp.       | Wed.  | Dlp.  | Dlp.   | Dlp.   | Wed.   | Dlp.   |
| ------- | ------------- | ---------------- | ---------- | ---------- | ----- | ----- | ------ | ------ | ------ | ------ |
| 2012/13 | → CD Lugo     | Segunda A        | 12         | 1          | 1     | 0     | –      | –      | 13     | 1      |
| 2012/13 | → Real Oviedo | Segunda B        | 10         | 0          | 0     | 0     | 1      | 0      | 11     | 0      |
| 2013/14 | Real Madrid C | Segunda B        | 31         | 7          | –     | –     | –      | –      | 31     | 7      |
| 2014/15 | Villarreal    | Primera División | 2          | 0          | 0     | 0     | 0      | 0      | 2      | 0      |
| 2014/15 | Villarreal B  | Segunda B        | 36         | 11         | –     | –     | –      | –      | 36     | 11     |
| 2015/16 | Villarreal B  | Segunda B        | 35         | 16         | –     | –     | 2      | 0      | 37     | 16     |
| 2016/17 | Willem II     | Eredivisie       | 30         | 10         | 1     | 0     | –      | –      | 31     | 10     |
| 2017/18 | Willem II     | Eredivisie       | 32         | 16         | 5     | 4     | –      | –      | 37     | 20     |
| 2018/19 | Willem II     | Eredivisie       | 17         | 13         | 3     | 4     | –      | –      | 20     | 17     |
| 2018/19 | Dynamo Kiev   | Premjer Liha     | 2          | 1          | 0     | 0     | 2      | 1      | 4      | 2      |
| 2019/20 | Dynamo Kiev   | Premjer Liha     | 13         | 1          | 2     | 0     | 2      | 0      | 17     | 1      |
| 2020/21 | Dynamo Kiev   | Premjer Liha     | 2          | 0          | 1     | 1     | 0      | 0      | 3      | 1      |
| 2020/21 | → CD Tenerife | Segunda A        | 38         | 10         | 2     | 0     | –      | –      | 40     | 10     |
| 2021/22 | → Eibar       | Segunda A        | 28         | 5          | 3     | 0     | 2      | 0      | 33     | 5      |
| 2022/23 | → Málaga      | Segunda A        | 32         | 3          | 2     | 1     | –      | –      | 34     | 4      |
| 2023/24 | AEK Larnaca   | A Divizion       | 34         | 15         | 2     | 0     | 4      | 0      | 40     | 15     |
| 2024/25 | AEK Larnaca   | A Divizion       | 25         | 5          | 3     | 1     | 2      | 0      | 30     | 6      |
| Totaal  | Totaal        | Totaal           | 379        | 114        | 25    | 11    | 15     | 1      | 419    | 126    |

Bijgewerkt t/m 9 april 2025.

## Erelijst
Dynamo Kiev
- Oekraïense voetbalbeker: 2019/20
- Oekraïense supercup: 2020

## Privé
Sol werd op 22 december 2018 vader van zijn eerste kind. Zijn vrouw beviel die dag in Tilburg van een zoon.